# ヨハン・ルドルフ・ウィース
ヨハン・ルドルフ・ウィース（Johann Rudolf Wyss, 1782年3月4日 – 1830年3月21日）は、スイスのベルンに生まれた作家、哲学教授。
彼は、ベルンで学んだ後、ドイツに行き、テュービンゲン、ゲッティンゲン、ハレの大学で学び、その後スイスに戻り、イヴェルドンで家庭教師をした。1805年、ベルン大学で正教授となり、1827年から1830年までの期間は、同大学で上級図書館司書としても働いた。
ウィースは、以前のスイスの国歌「呼び求めよ我が祖国」 (Rufst du, mein Vaterland) の作詞をしたことでも知られている。彼は、1811年、ゴットリープ・ヤコプ・クーン、ルートヴィヒ・マイスターと共に創刊した民俗学の年鑑「アルペンローゼ」の編集者で、さらにルドルフ・エマニュエル・シュティァリンと共に、ヴァレウス・アンセルムの『ベルン年代記』の編纂も手がけている。
しかし、最もよく知られているのは、父ヨハン・ダビット・ウィースの書いた『スイスのロビンソン』の編集者としてであろう。この本の第1巻は、1812年に刊行され、第2巻は1826年、第3巻は1827年に刊行された。

## その他の著作
- Idyllen, Volkssagen, Legenden und Erzählungen aus der Schweiz (Bern 1815-22, 2 Bände)
- Reise in das Berner Oberland (Bern 1816-17, 2 Bände)